# Simon Denis
Simon-Joseph-Alexandre-Clément Denis (soprannominato Le Louche) (Anversa, 14 aprile 1755 – Napoli, 1º gennaio 1794) è stato un pittore fiammingo, attivo soprattutto in Italia.

## Biografia
Iniziò gli studi di pittura nella città natale di Anversa con il pittore Henri Joseph Antonissen, celebre per i paesaggi e dipinti di animali; anche lo stile Balthasar Paul Ommeganck ebbe influenza sui suoi lavori.
Si trasferì a Parigi dopo il 1780 e ben presto ottenne il patrocinio di Jean-Baptiste-Pierre Lebrun, pittore di genere e mercante d'arte, il cui appoggio gli permise di trasferirsi a Roma nel 1786. I suoi dipinti gli garantirono una certa popolarità e nel 1787 sposò una donna del posto, così da fissare definitivamente la sua residenza in Italia. Rimase vicino alla comunità fiamminga a Roma e nel 1789 fu eletto a capo della Foundation St.-Julien-des-Flamands. Sviluppò anche legami all'interno della comunità artistica francese: Élisabeth-Louise Vigée-Le Brun rimase con lui per alcuni giorni nel 1789 e nello stesso anno accompagnò François-Guillaume Ménageot nella visita a Tivoli; François Marius Granet chiese il suo consiglio quando arrivò a Roma nel 1802.
Nel 1803 fu eletto membro dell'Accademia nazionale di San Luca; nel 1806 si stabilì definitivamente a Napoli, diventando pittore di corte di Giuseppe Bonaparte. Morì nella capitale campana nel 1813.